# Super Victor
Super Victor – oficjalna maskotka Mistrzostw Europy w Piłce Nożnej 2016 we Francji. W głosowaniu internetowym udział wzięło rekordowo 107 790 osób. Super Victor uzyskał 51 781 głosów, wyprzedzając Goalixa (29 332 głosów) oraz Driblou (26 678 głosów). Wyniki głosowania zostały ogłoszone 30 listopada 2014 roku.
Maskotka została zaprezentowana po raz pierwszy 18 listopada 2014 roku przed meczem towarzyskim pomiędzy reprezentacją Francji a reprezentacją Szwecji (1:0) na Stade Vélodrome w Marsylii. Ustanowiła nowy standard maskotek mistrzostw Europy. To chłopiec z peleryną w barwach reprezentacji Francji z numerem na koszulce 16 – symbolizujące rok 2016, z niewielkiego miasteczka, którego ojciec był piłkarzem. Od najmłodszych lubiał grać w piłkę nożną ze znajomymi, a podczas jednego z podwórkowych meczów, nie trafił z rzutu wolnego i piłka trafiło poza płot otaczający boisko. Podczas szukania znalazł starą, magiczną skrzynię, w której odkrył pelerynę, nowe buty piłkarskie oraz Beau Jeu – oficjalną piłkę mistrzostw Europy 2016 i w pewnym momencie przedmioty same uniosły się w jego kierunku i w ten sposób został superbohaterem z nadzwyczajnymi zdolnościami, takie jak m.in.: przemieszczanie się ze stadionu na stadion w mgnieniu oka.